# ハインリッヒ・ハム
ハインリッヒ・ハム（ドイツ語: Heinrich Hamm、1883年- 1954年）は、ドイツのワイン醸造技師。大正初期に来日し、現在のサントリー登美の丘ワイナリーの基礎を築いた一人。

## 経歴
ハインリッヒ・ハムの実家は、ドイツ・ワインの名産地ラインヘッセンで代々続く名門醸造所である。その実家で5年間技術を学び、続いてオッペンハイム葡萄栽培学校で修業。さらに2年の修業を積んで、ワイン醸造と樽製造のマイスターとなった。1912年（大正元年）、日本の元駐独公使、青木周蔵から要請を受けた葡萄栽培学校は、29歳のハインリッヒ・ハムを日本に派遣することにした。
その頃、日本では文明開化の下、元来ぶどうの生産が盛んであった山梨県で、明治初年からワインの醸造が始まっていた。1909年（明治42年）、山梨県北巨摩郡登美の丘では、中央線建設の関係者だった鉄道参議官・小山新助が「登美農園」を開設していた。このような中、青木は、ドイツ人技師の指導を受けて、世界に通用する日本ワインを生み出そうと目論んでいたのである。
当時、登美農園や近隣のぶどう園にとって急務になっていたのは、ぶどうの大敵フィロキセラへの対策だった。ぶどうの根や葉に寄生し、枯死させてしまう寄生虫だが、ヨーロッパでは、耐性のある台木を接木してやることでフィロキセラの防除に成功していた（19世紀フランスのフィロキセラ禍）。日本に到着したハインリッヒ・ハムは早速、携えてきた台木を使って、接木法を指導したのであった。また、高温多湿な日本では、ドイツ式の「株仕立て」はぶどう栽培に適さないと見て、「棚仕立て」と「垣根仕立て」を推奨している。
しかし、わずか2年後の1914年 (大正3年) 、第一次世界大戦が勃発すると、ハムはドイツ帝国の租借地だった中国・青島の防衛に召集される。そして、青島陥落により捕虜（日独戦ドイツ兵捕虜）となったハムは、東京俘虜収容所（浅草本願寺）、続いて習志野俘虜収容所に収容された。収容中は、男声合唱団のメンバーとなり合唱の楽しみに目覚める一方、習志野ではぶどうを仕入れ、「フェーダーヴァイサー」という若いワインを作っては、仲間にふるまったりしている。収容所での克明な日記は「習志野市史研究3」に収められている。
解放後は、山梨に戻ることなく帰国。故郷エルスハイムで、ぶどう栽培の技術指導・品種改良、そしてこの地の合唱団の指導を重ねて人生を送り、エルスハイムの名誉市民として余生を送った。ニックネームは「ヤパーナー（日本人）」であったという。
一方、既に小山の手を離れていた登美農園は、転々と人手を経た後、1936年（昭和11年）、寿屋（現在のサントリー）が経営を引き継いだ。この「寿屋山梨農場」が、現在の「サントリー登美の丘ワイナリー」（山梨県甲斐市）である。いつの日にか、世界に通用する日本ワインを、という夢は、こうして実現したのであった。

## エピソード
日本での夢破れて帰国したハムだったが、実家のワイン蔵で、自分がかつて送った1913年産の日本ワインと再会する。彼は、故郷に帰って見つけたこの数本の日本ワインは、まだ輝きがあり、とてもおいしかったと、誇らしげに記録している。